# Meister des Marienlebens

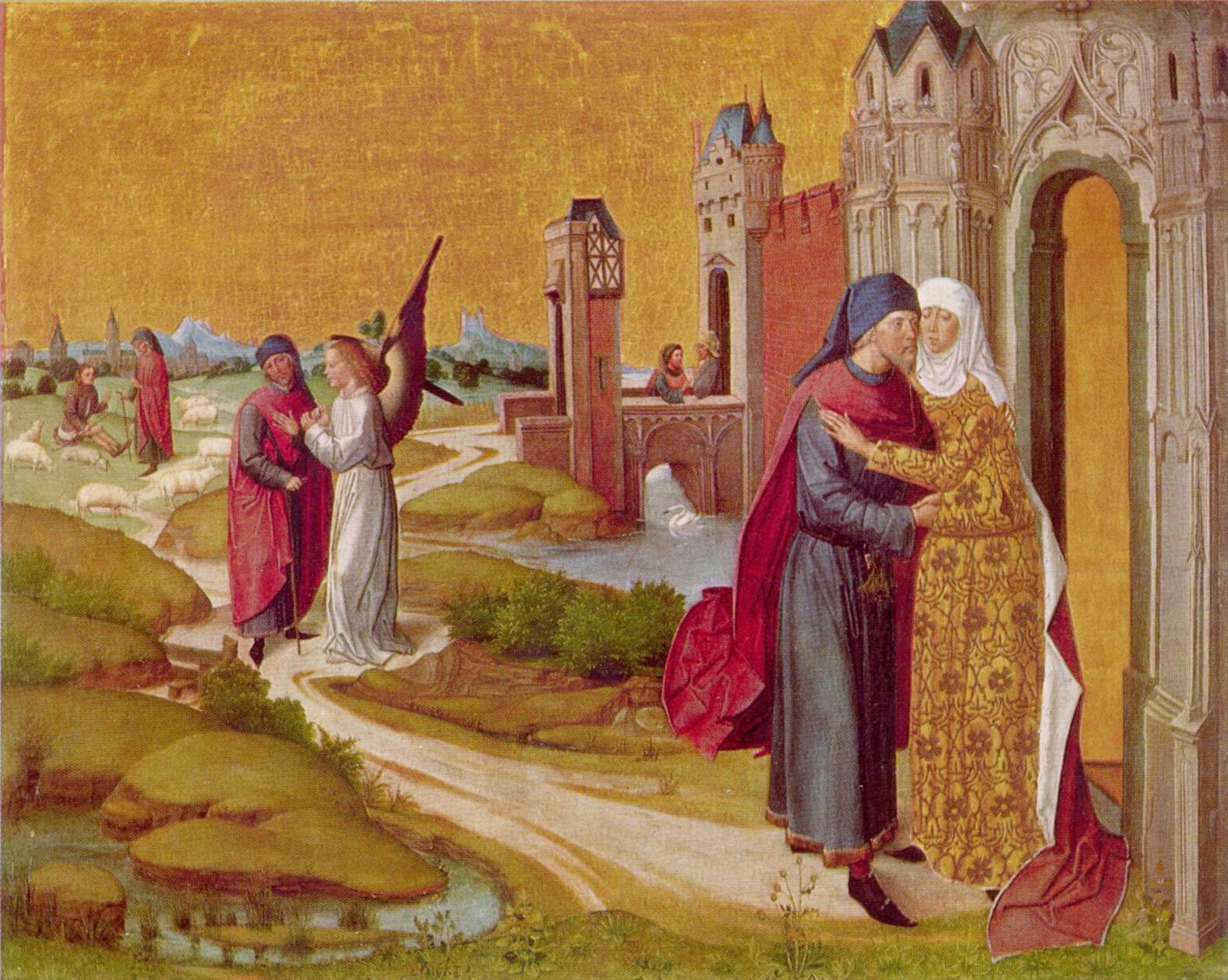
Meister des Marienlebens (Teil des namensgebenden Altares): Begegnung von Joachim und Anna an der goldenen Pforte (um 1480). München, Alte Pinakothek WAF 618.

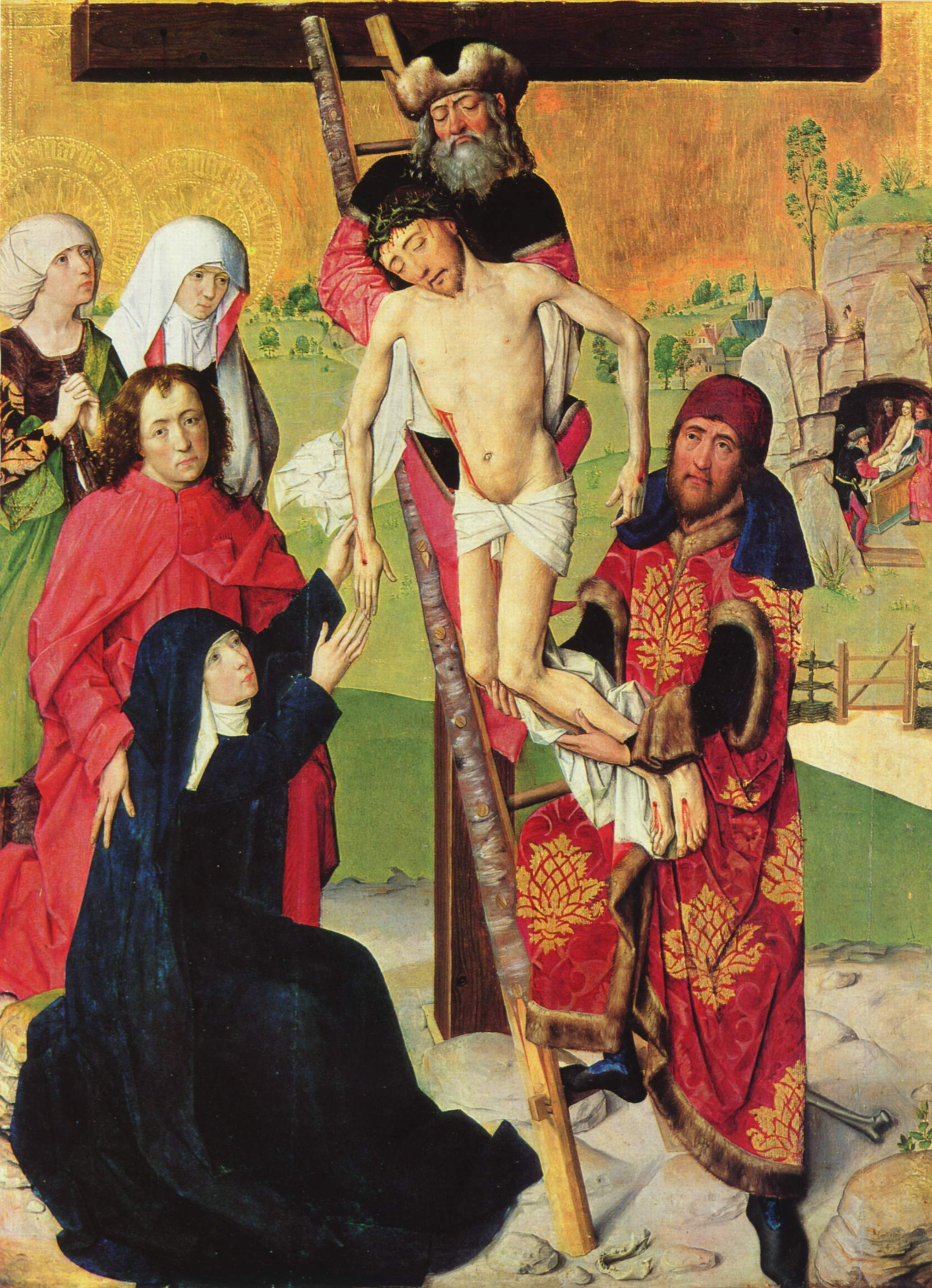
Meister des Marienlebens: Kreuzabnahme. Köln, Wallraf-Richartz-Museum

Der Meister des Marienlebens ist ein Notname, mit dem ein um 1473 bis 1495 in Köln entstandener Werkkomplex spätgotischer Tafelgemälde bezeichnet wird, der Anregungen der niederländischen Ars Nova und der lokalen Kölner Malertradition aufgreift. In enger örtlicher, zeitlicher und stilistischer Verbindung stehen dazu weitere Tafelgemälde, die unter den Notnamen Meister der Lyversberger Passion (tätig ab 1463), Meister von Werden und Meister der Georgslegende angesprochen werden. Um wie viele Künstler und Werkstätten es sich dabei konkret handelt, ist nicht ganz klar. Die Künstler haben die Kunstproduktion der Kölner Malerschule in ihrer aktiven Zeit entscheidend geprägt.

## Identifizierung und Datierungsprobleme
Lange Zeit wurde angenommen, dass der Meister des Marienlebens mit dem gleichzeitig in der Region tätigen Meister der Lyversberg-Passion und dem Meister der Georgslegende identisch sei. Inzwischen wird aber von der Forschung das erstmals für das Jahr 1473 nachweisbare Werk recht stabil identifiziert und die Mitarbeit einer größeren Werkstatt angenommen.
Der Kunsthistoriker Carl Aldenhoven hat 1902 vorgeschlagen, den Meister des Marienlebens mit dem von 1473 bis 1495 in Köln tätigen Maler Johann van Düren zu identifizieren. Dies ist eine unbewiesene Hypothese geblieben.
Lange Zeit wurde der Beginn der Tätigkeit des Meisters des Marienlebens um das Jahr 1460 angesetzt. Als ältestes Werk galt ein im Auftrag von Nikolaus von Kues geschaffenes Passionstriptychon des Meisters des Marienlebens in der Kapelle des St. Nikolaus-Hospitals in Bernkastel-Kues.  Schon immer wurden hier auch etwas jüngere Datierungen des Werkes vorgeschlagen. 2001 konnten dann Rechnungsquellen vorgelegt werden, die eine Entstehung erst im Rahmen der „Zweiten Stiftung“ des Hospitals um 1495 durch Peter von Erkelenz nahelegen.
Außerdem wurde auch für das namensgebende Hauptwerk, der heute vor allem in München aufbewahrte Marienaltar, inzwischen durch die Methode der Dendrochronologie eine Entstehung nicht vor etwa 1475 nachgewiesen. Angesichts der üblichen Lagerzeit des Holzes und historischer Argumente ist eine Entstehung um 1480 wahrscheinlich.
Deshalb gibt es wenig Anlass, den Beginn der Tätigkeit des Meisters des Marienlebens in Köln vor das Jahr 1473 anzusetzen, als der das datierte Retabel heute in Nürnberg malte. Damals war der Meister der Lyversberger Passion schon seit spätestens 1462/63 in der Stadt Köln etabliert.
Da nach Benennung des Meisters des Marienlebens noch weitere anonym gebliebene Künstler zu finden sind, die ebenfalls als Hauptwerk ein Marienleben schufen (so z. B. der Meister des Aachener Marienlebens bzw. zur Unterscheidung von Bildern mit gleichem Motiv (z. B. der Gemäldezyklus „Mainzer Marienleben“) anderer namentlich nicht sicher bekannter Meister wird er manchmal mit dem Zusatz Kölner Meister aufgeführt.

## Stil und Einfluss
Da der Stil des Meisters des Marienlebens starken niederländischen Einfluss durch Rogier van der Weyden zeigt, wurde früher eine Lehrzeit in den Niederlanden vermutet. Er übernimmt von dort die Zeichnung und Betonung der Einzelfiguren in der Gesamtkomposition. Die neuen niederländischen Konzepte zur Konstruktion perspektivisch überzeugender Innenräume und plastisch gestalteter Figuren hat er sich nicht angeeignet.
Deutlich zu erkennen ist gleichzeitig der Einfluss des älteren Kölner Malers Stefan Lochner. Die Farbgestaltung des Meisters des Marienlebens orientiert sich auch an der anderer Maler der sogenannten Kölner Malerschule seiner Zeit, jedoch beginnt er, verwandte Farben zu größeren geschlossenen Gebieten zusammenzufassen und somit einen eigenen Stil mit prächtigem Kolorit zu prägen. Deshalb wird heute angenommen, dass der Maler aus der Kölner Handwerkstradition stammt und sich die neuen niederländischen Stilelemente lediglich durch eine kürzere Besichtigungsreise und ausgiebige Zeichnungen angeeignet hat.

## Der namensgebende Altar mit Szenen des Marienlebens
Sieben Bilder des vom Meister des Marienlebens geschaffenen Zyklus zum Marienleben aus der Kirche St. Ursula in Köln sind heute in München in der Alten Pinakothek (Inventar WAF). Ein weiteres ist in der Londoner National Gallery (Inventar NG) erhalten.  Wahrscheinlich wurde der Zyklus um 1480 gemalt.
- Begegnung von Joachim und Anna an der goldenen Pforte, Inv.-Nr. WAF 618,
- Geburt Mariens,  Inv.-Nr. WAF 619
- Tempelgang Mariae, Inv.-Nr. WAF 620
- Vermählung Mariae, Inv.-Nr. WAF 621
- Verkündigung an Maria, Inv.-Nr. WAF 622
- Heimsuchung Mariae, Inv.-Nr. WAF 623 (mit dem Stifter Johann von Hirtz)
- Himmelfahrt Mariae, Inv.-Nr. WAF 624
- Darstellung Jesu im Tempel, Inv.-Nr. NG 706

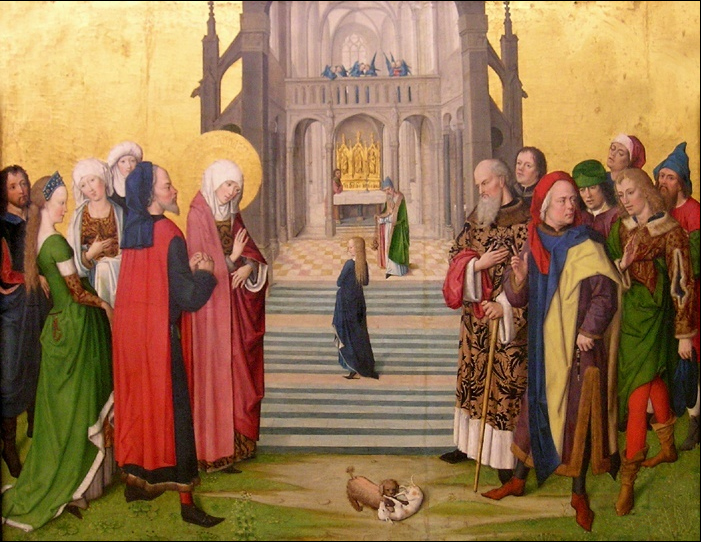
Meister des Marienlebens: Tempelgang Mariae
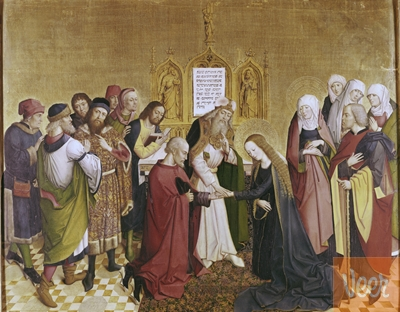
Meister des Marienlebens: Vermählung Mariae
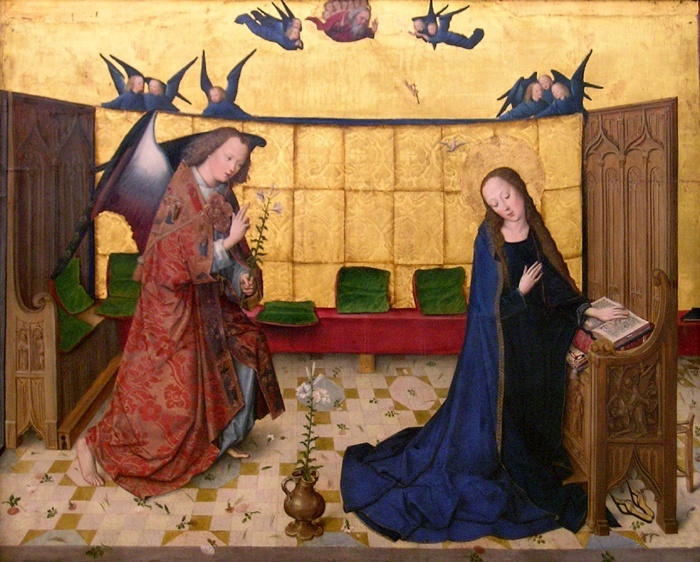
Meister des Marienlebens: Verkündigung an Maria
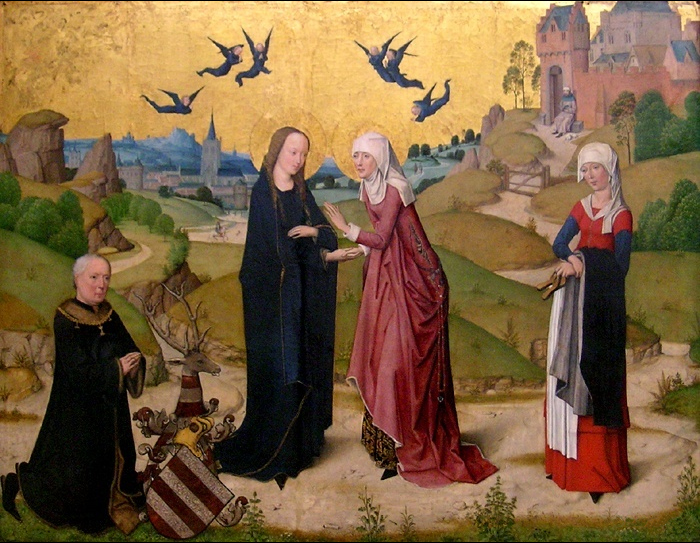
Meister des Marienlebens: Heimsuchung Mariae
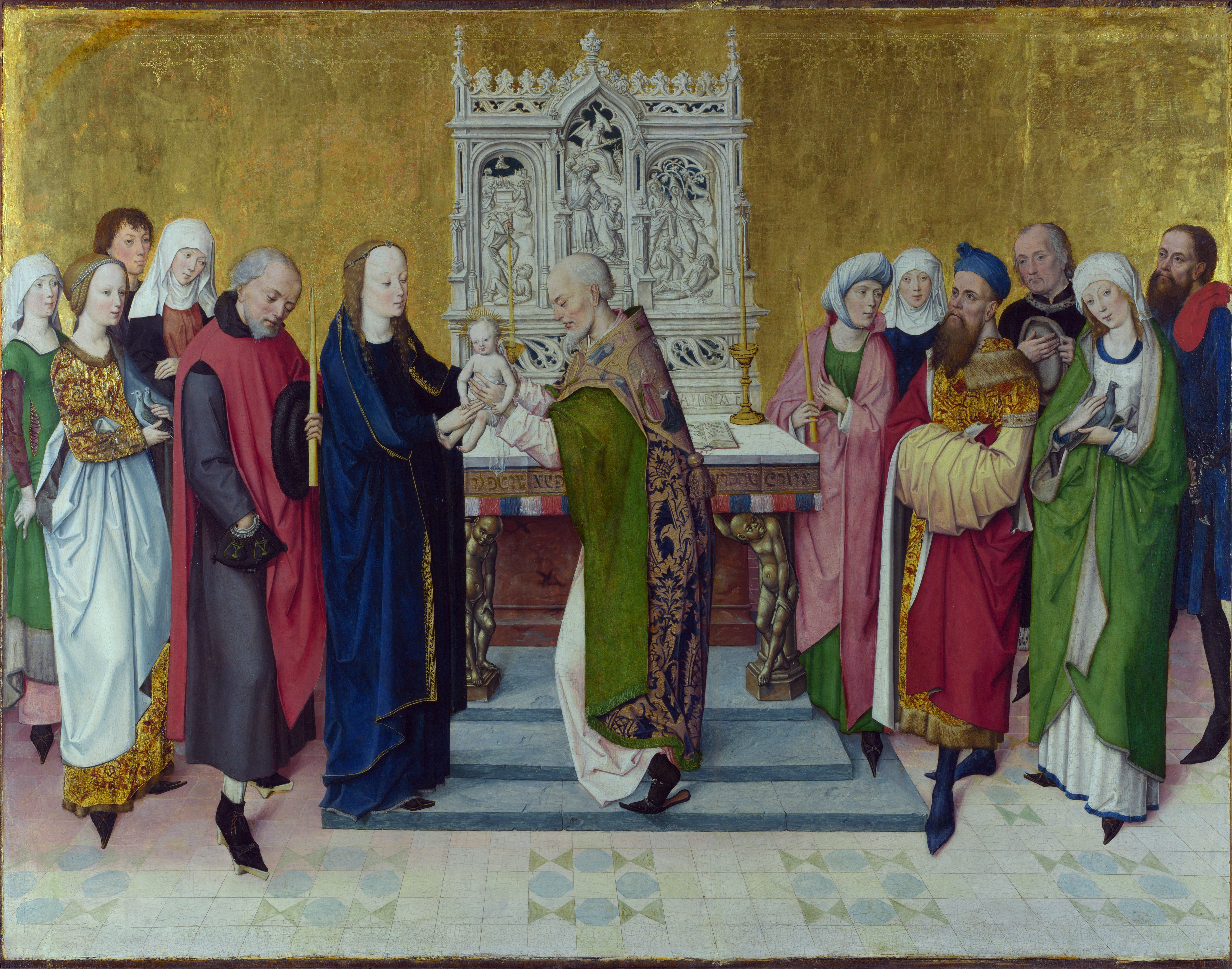
Meister des Marienlebens: Darstellung Jesu im Tempel
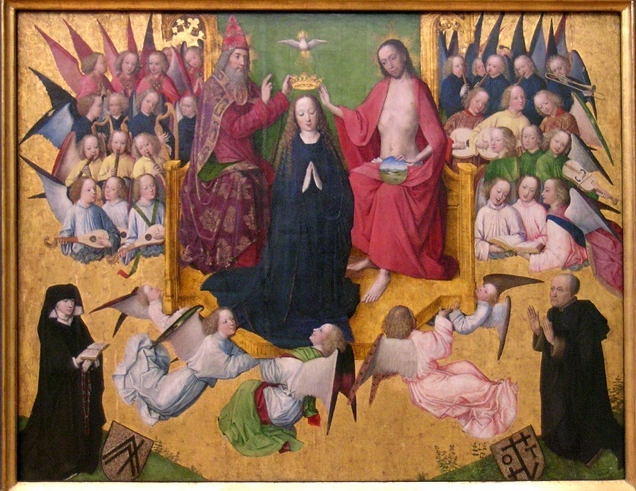
Meister des Marienlebens: Himmelfahrt Mariae

## Weitere Werke (Auswahl)

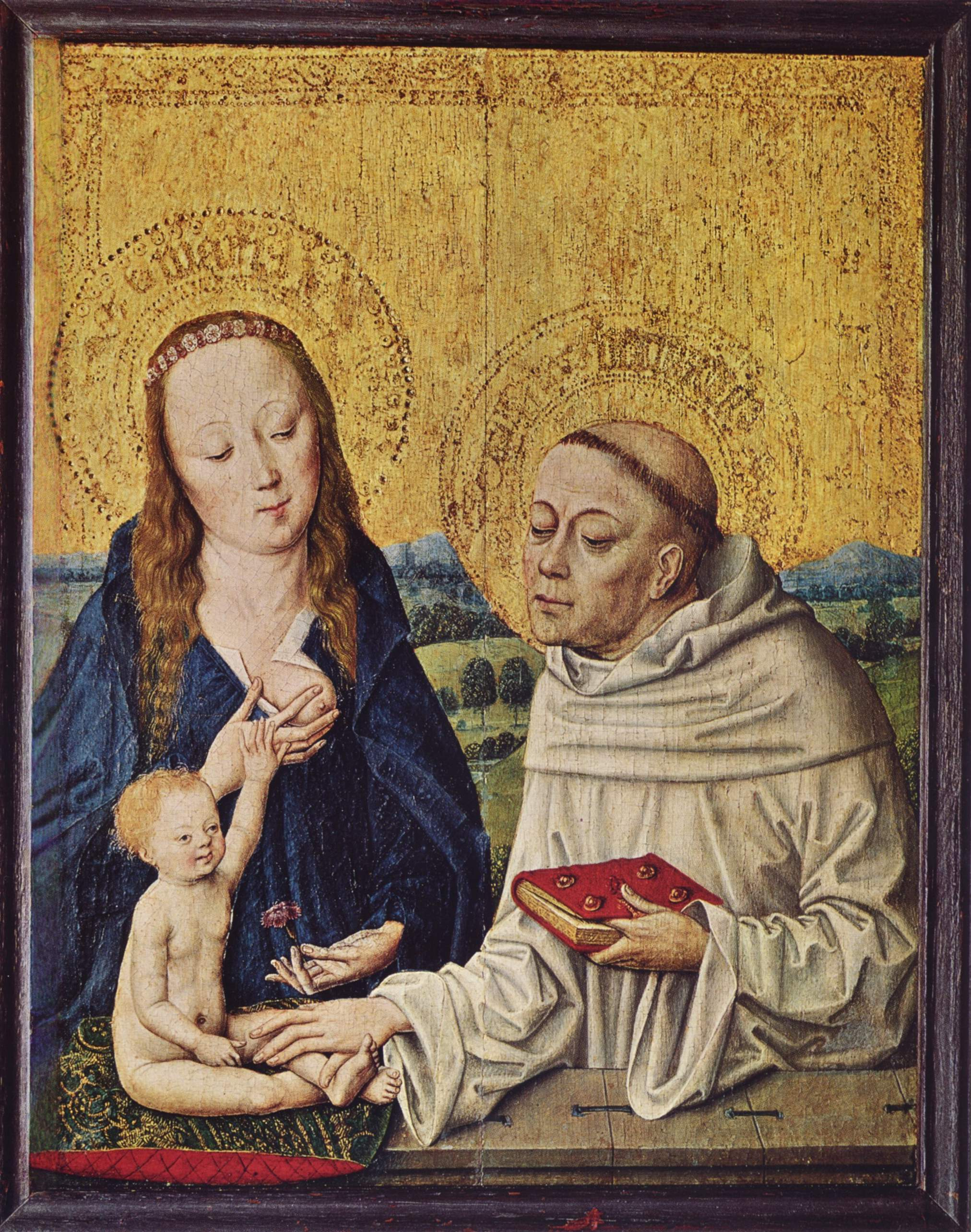
Maria mit Kind und dem Hl. Bernhard, um 1480. Köln, Wallraf-Richartz-Museum

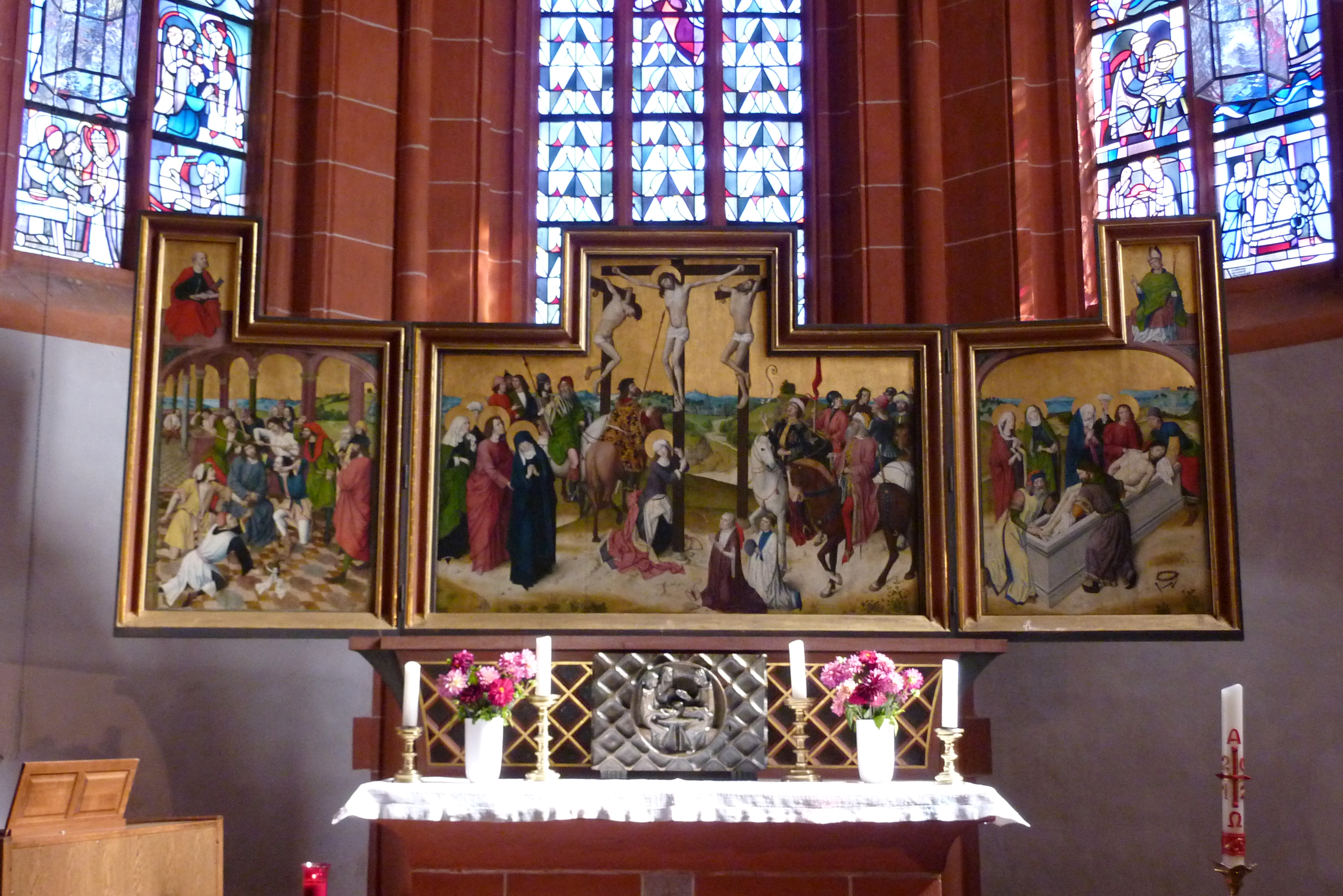
Kreuzigungsretabel auf dem Hochaltar der Kapelle des St. Nikolaus-Hospitals in Bernkastel-Kues, um 1460/96.

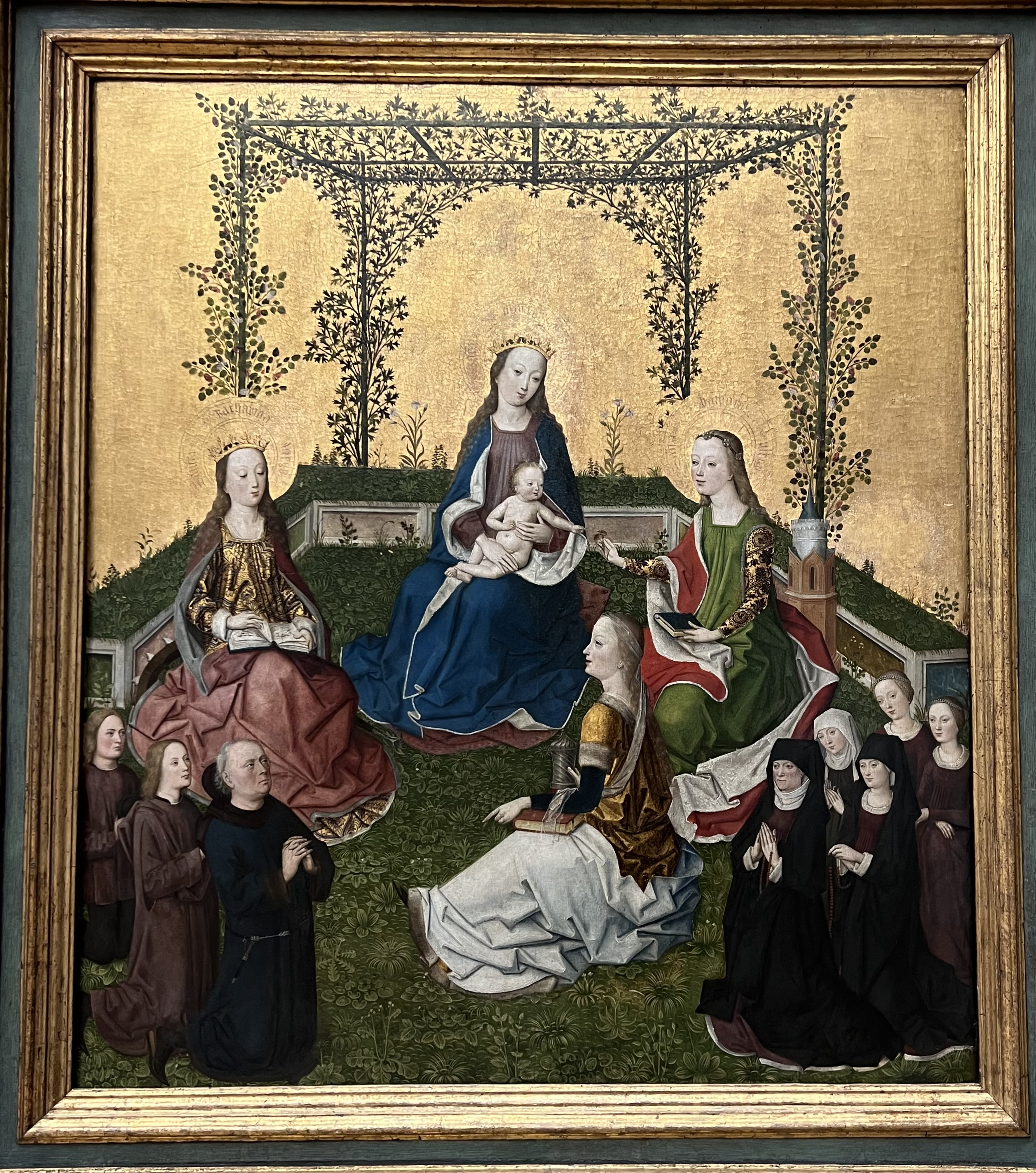
Maria mit dem Kind in der Rosenlaube, um 1470, evtl. vom Umkreis des Meisters, Berlin Gemäldegalerie

Neben den Tafeln aus St. Ursula sind vor allem ein Passionstriptychon des Meisters des Marienlebens in der Kapelle des St. Nikolaus-Hospitals in Bernkastel-Kues, sowie Werke im Kölner Wallraf-Richartz-Museum (Inv. Nr. WRM 136–138, WRM 128) von Bedeutung. Daneben werden dem Meister oder seiner Schule weitgehend verlorene Wandgemälde in Köln zugeschrieben. Kunsthistorisch bedeutend ist auch eines der frühen selbständigen, weltlichen Porträts in Deutschland, das der Meister um 1480 in Köln schuf. Das seit mindestens 1823 in der Karlsruher Sammlung nachweisbare Bild zeigt wohl einen Gelehrten vor einer Landschaft.
- Retabel von 1473 (inschr. dat. 1473). 4 erhaltene Tafeln, gestiftet von Johannes Huilshout von Mechelen, Nürnberg, germanisches Nationalmuseum
- Heimsuchung Mariens (um 1470). Rotterdam, Museum Boijmans-van Beuningen[12]
- Bildnis eines Baumeisters (Datierung unklar). München, Alte Pinakothek Inv.-Nr. WAF 612
- Bildnis eines Gelehrten (um 1480). Karlsruhe, Staatliche Kunsthalle[11][13]
- Kreuzigungstriptychon. Verteilt auf Köln, Wallraf-Richartz-Museum und Darmstadt, Hessisches Landesmuseum
- Te Steegen de Monte-Triptychon (Kreuzabnahme) (um 1487/90).[14] Köln, Wallraf-Richartz-Museum WRM 136–138[15]
- Maria mit Kind und Hl. Bernhard (um 1480). Köln, Wallraf-Richartz-Museum WRM 128[16]
- Maria auf der Mondsichel. Bamberg, Residenzmuseum Inv.-Nr. WAF 647
- Passionstriptychon (um 1496). Bernkastel-Kues, St. Nikolaus-Hospital
- Maria mit dem Kind in der Rosenlaube (um 1470). Berlin, Gemäldegalerie der Staatlichen Museen Inv. Nr. 1235[17]

## Werkstattarbeiten
- Verehrung der Gottesmutter durch die Apostel (um 1475). Lille, Palais des Beaux-Arts Inv. Nr. 743[18]
- Enthauptung Johannes’ des Täufers und Verklärung Christi (1473). Speyer, Historisches Museum der Pfalz Inv. Nr. D430 und DM 15[19]
- Kreuzigung Christi mit Stifterfamilie (um 1485/90). Brüssel, Königliches Museum für Schöne Künste Inv. Nr. 1310[20]